# Jimmy Brain
Pour les articles homonymes, voir Brain.
James « Jimmy » Brain était un footballeur anglais, né le 11 septembre 1900 à Bristol, et mort en 1971. Il était attaquant.
Il a été finaliste de la FA Cup en 1927 avec Arsenal.
Après sa carrière de joueur, il a entraîné le club de Cheltenham Town.

## Carrière
- 0-1923 : Ton Pentre FC  Pays de Galles
- 1923-1931 : Arsenal  Angleterre (204 matchs, 125 buts en championnat)
- 1931-1934 : Tottenham Hotspur  Angleterre (45 matchs, 10 buts)
- 1934-1937 : Swansea City  Pays de Galles (51 matchs, 25 buts)
- 1937-1939 : Bristol City  Angleterre (32 matchs, 9 buts)